# 南フエゴ鉄道
南フエゴ鉄道（みなみフエゴてつどう、スペイン語: El Ferrocarril Austral Fueguino）は、南アメリカ南端近くのフエゴ島ウシュアイアにあるアルゼンチンの観光用鉄道。なお、トラネックス・ツーリズモ社管理の日本語のホームページでは、『世界の果て号』と紹介されている。

## 概要
別名は、"El Tren del Fin del Mundo"（世界の果て列車）となる。「地球の果て鉄道」と紹介されているサイトもある。フエゴ島はもとより、亜南極の領域での唯一の鉄道であり、世界一南に位置する鉄道である。
1909年開業し、刑務所の人員移動や木材運搬などの機能を果たす鉄道として機能してきた。軌間は600mmであり、最長の時には25kmの路線であった。ウシュアイアの中心地まで延びていた。1949年12月17日のフエゴ島大地震による線路破損により運転中止となり、1952年に一旦廃業する。
「世界南端の鉄道」としての観光鉄道として1994年に営業再開される。軌間は500mmである。非電化路線であり、ディーゼル機関車または蒸気機関車が牽引する客車が運行されることとなる。「世界の果て」駅と、国立公園駅を結ぶ8kmの路線である。途中駅には、マカレナの滝駅がある。
なお、料金が高く設定されていて、2018年12月現在は、大人往復1200アルゼンチンペソである。ファーストクラスは、2400アルゼンチンペソ、プレミアムクラスは、2750アルゼンチンペソ、VIPスペシャルコースは、応相談となる。別途、フエゴ国立公園の入園料490ペソを徴収する
また、2015年現在、トラネックス・トゥーリスモ社(Tranex Turismo)により、日本語のホームページも立ち上げられている。
なお、YouTubeでは、関連動画がいくつかアップロードされている。

## 駅
- Estación del Fin del Mundo　（世界の果て駅）

バーと売店がある。世界最南の駅舎がある。
- Estación Cascada La Macarena　（マカレナの滝駅[9]）

停車して休憩ができる。近くには小さな滝があり、写真撮影スポットになっている。
- Estación Parque Nacional　（国立公園駅）

無人駅であり、駅舎の建物はない。世界最南の鉄道駅でもある。

## 営業
2015年現在現地時間
なお、365日年中無休であるものの、予告なく変更される場合もある
5月1日～8月31日
- 10時　世界の果て駅発
- 11時15分　国立公園駅発
- 12時　世界の果て駅発(最低乗客数による条件付)
- 15時　世界の果て駅発

9月1日～4月30日
- 9時30分　世界の果て駅発
- 10時40分　国立公園駅発
- 12時　世界の果て駅発(最低乗客数による条件付)
- 15時　世界の果て駅発
- 16時10分　国立公園駅発